# St Anne's College
St Anne's College est l'un des collèges constitutifs de l'université d'Oxford.

## Historique
Fondé en 1879, il est université pour femmes jusqu'en 1979, date à laquelle il devient un collège mixte. Il est situé à North Oxford (en), près du quartier historique de Jericho (en).
Il est nommé en l'honneur de sainte Anne.

## Galerie

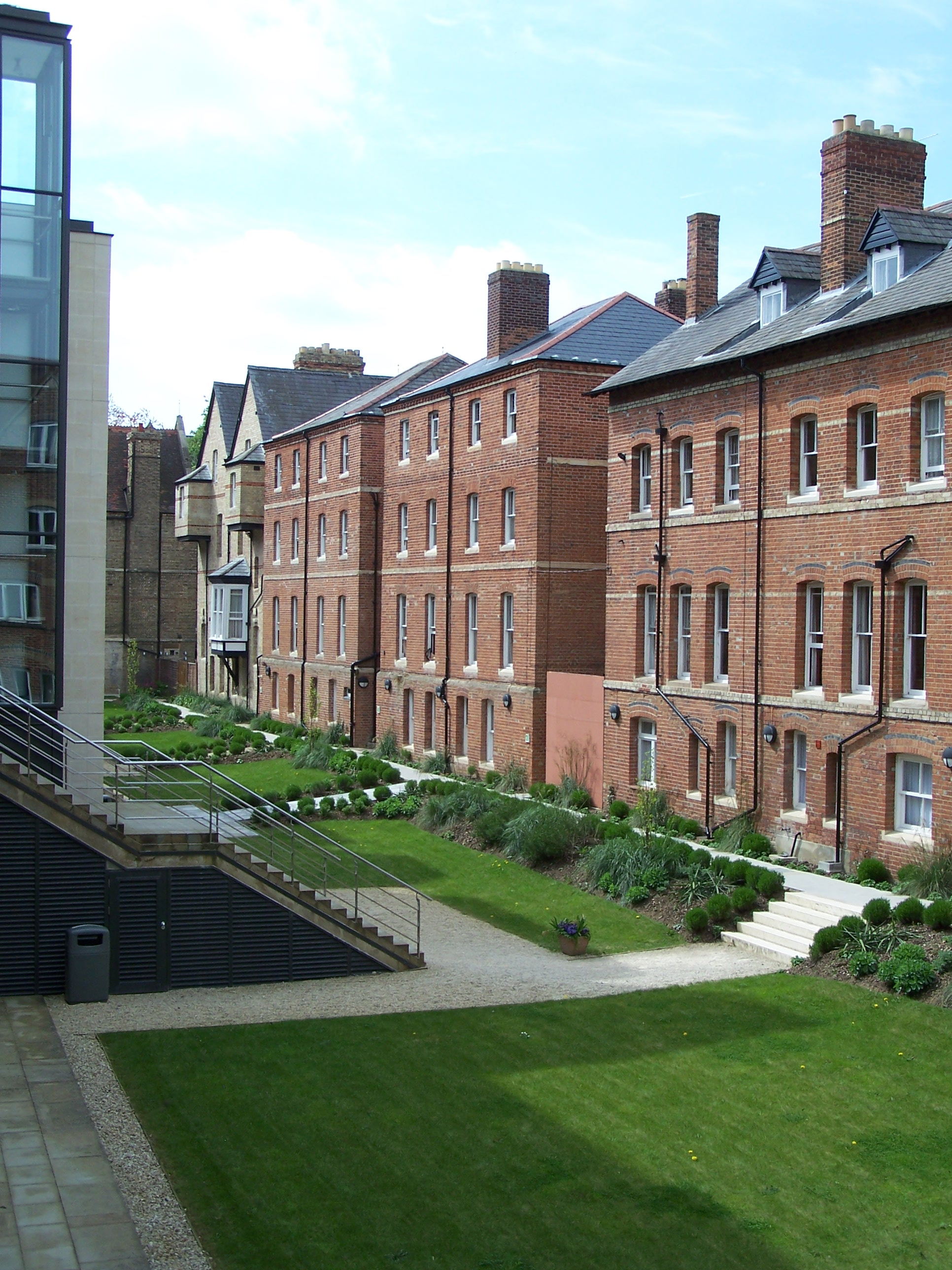
Les bâtiments du côté sud de Bevington Road, Oxford.
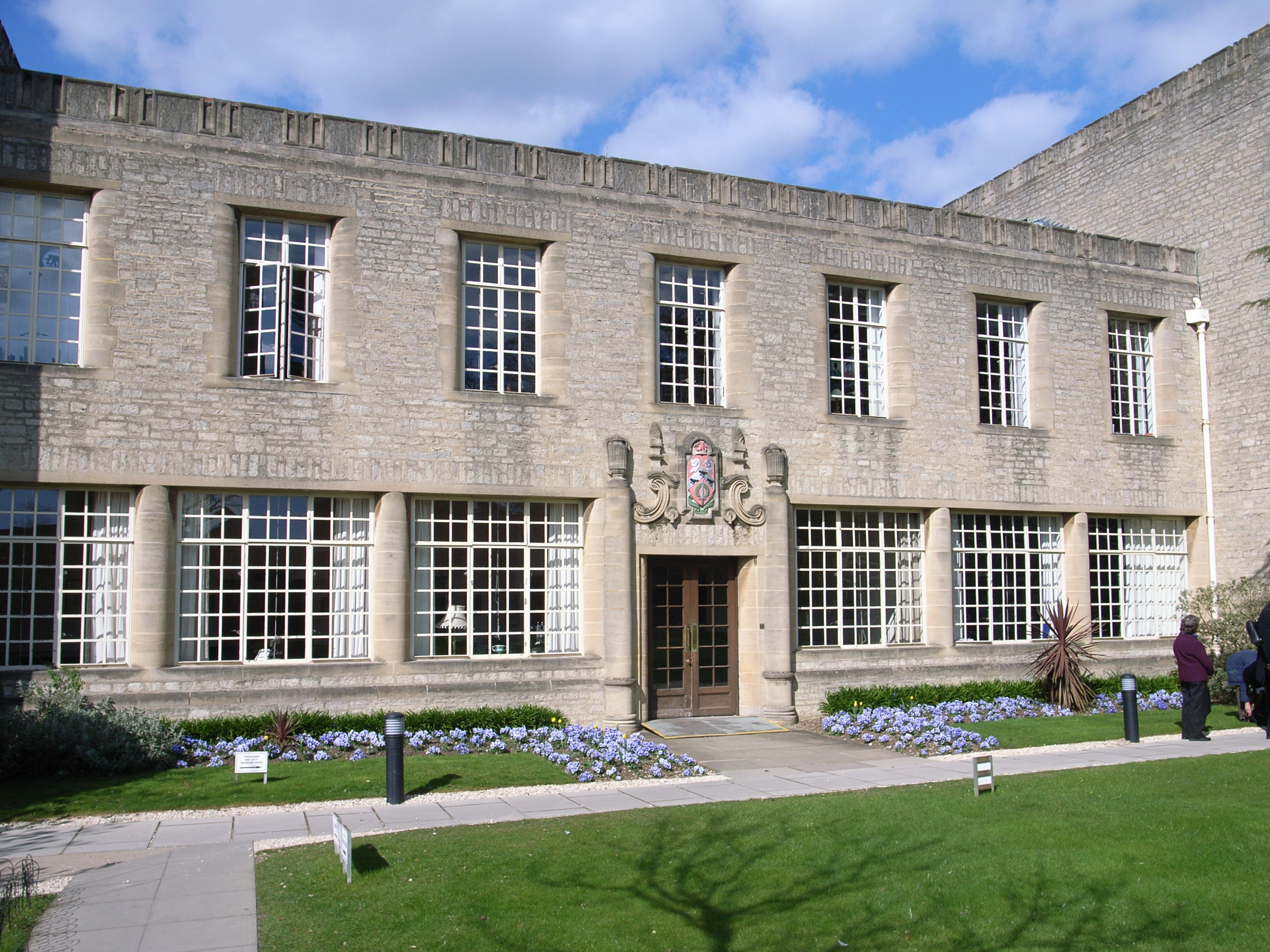
Hartland House.
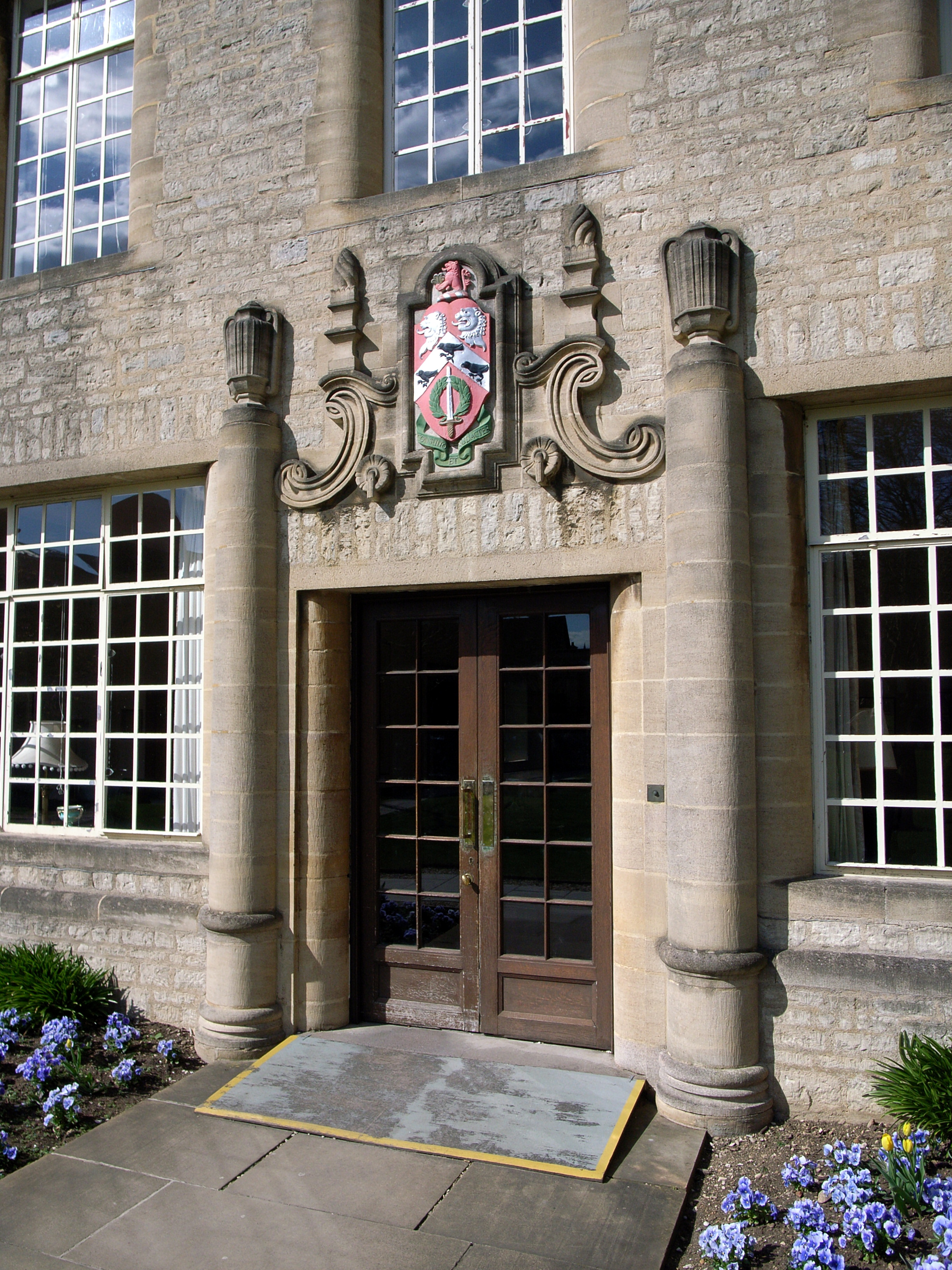
Entrée de Hartland House.
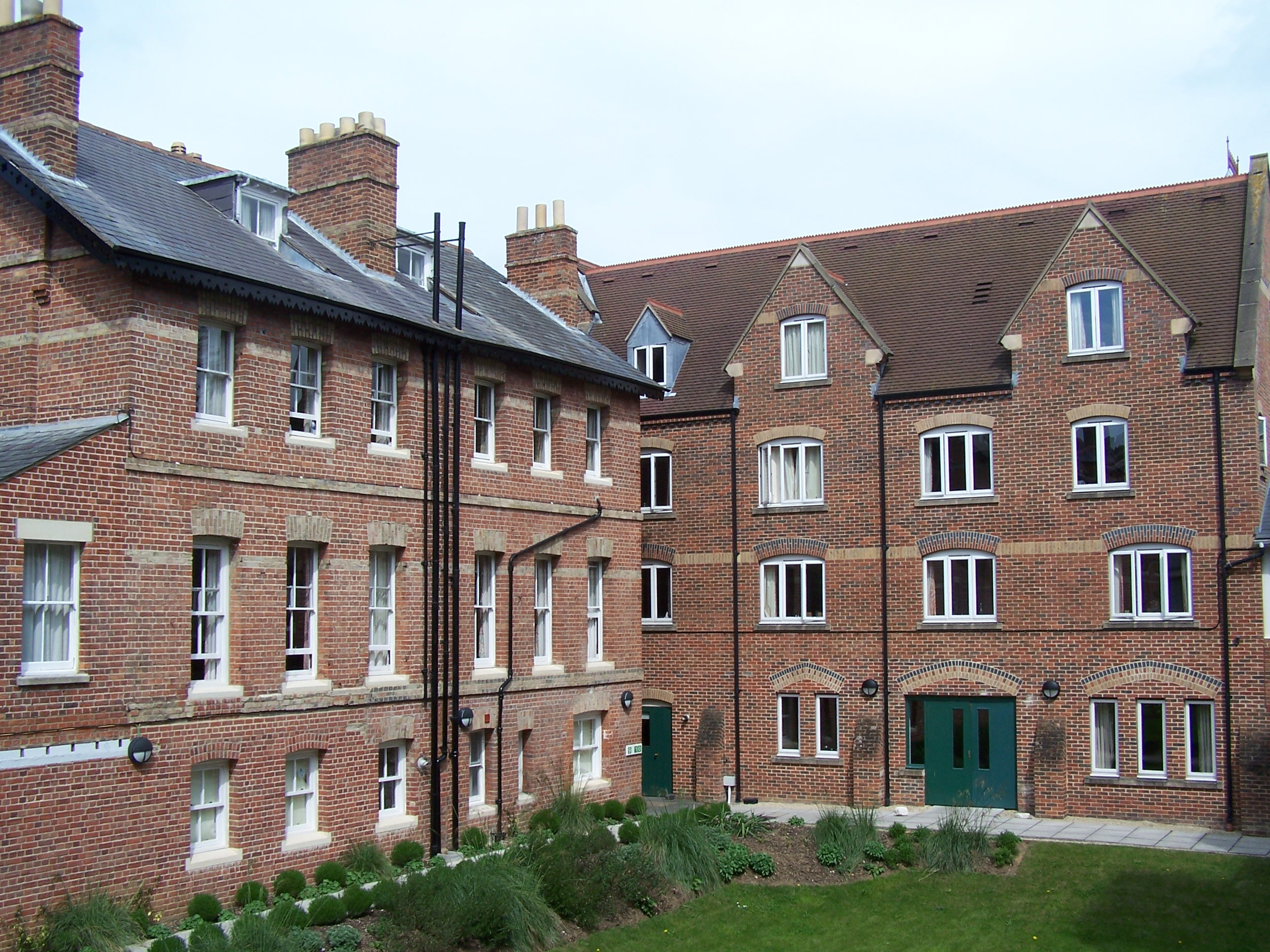
Trenaman House.
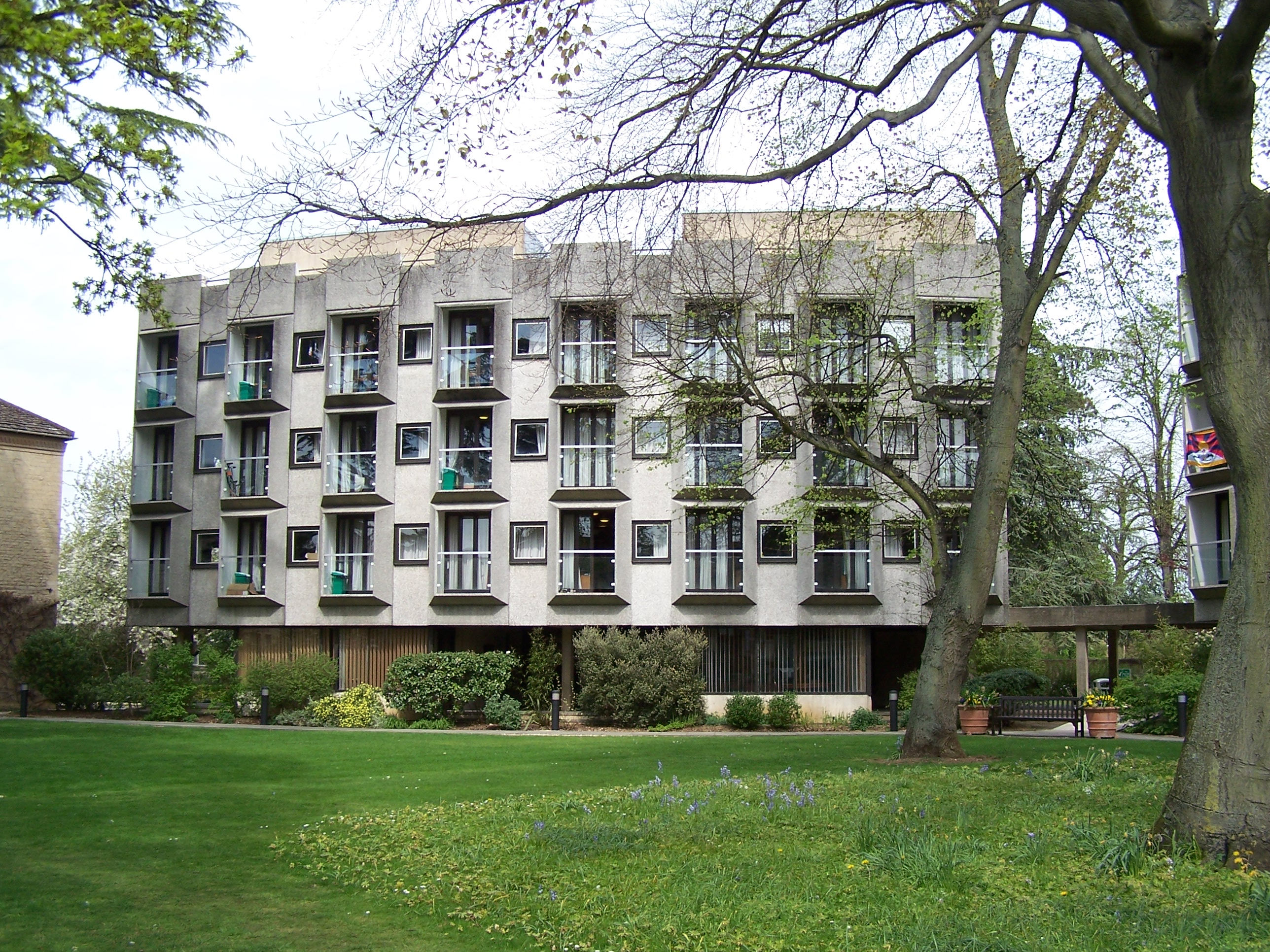
Wolfson Building.

## Personnalités liées à cet établissement

### Principales et principaux
- Christine Burrows (1921-1929)
- Grace Eleanor Hadow (1929-1940)

### Étudiants
- Danny Alexander, homme politique britannique (libéral-démocrate)
- Abena Busia, féministe et femme de lettres ghanéenne
- Rosemary Cramp, archéologue britannique
- Helen Fielding, femme de lettres britannique
- Penelope Lively, femme de lettres britannique
- Lindsay Northover, femme politique britannique
- Joanna Richardson, femme de lettres britannique, lauréate du prix Goncourt de la biographie en 1989
- Polly Toynbee, journaliste et femme de lettres britannique

### Enseignants
- Tony Judt - historien britannique
- Iris Murdoch - femme de lettres britannique